# Hush (álbum sencillo)
Hush (estilizado como H:U:S:H) es el segundo álbum sencillo del grupo femenino surcoreano Everglow. El álbum fue lanzado digital y físicamente el 19 de agosto de 2019 por Yuehua Entertainment y distribuido por Genie Music y Stone Music Entertainment. El álbum sencillo contiene tres pistas, incluyendo la canción principal, «Adios».

## Antecedentes y lanzamiento
El 4 de agosto de 2019, se reveló que Everglow tendría su primer regreso, tras su álbum debut Arrival of Everglow, el 19 de agosto con un segundo álbum sencillo titulado Hush.
Las imágenes conceptuales fueron lanzadas del 6 al 8 de agosto. La lista de canciones oficiales fue lanzada el 11 de agosto, revelando que el álbum contendría tres canciones, «Hush», la pista principal titulada «Adios» y «You Don't Know Me».
El teaser del vídeo musical de laa canción principal se lanzó el 14 de agosto y el vídeo musical completo se lanzó el 19 de agosto junto con el lanzamiento del sencillo.

## Promoción
Everglow realizó una presentación en vivo el 19 de agosto, donde interpretaron las canciones «Adios» y «You Don't Know Me».
El grupo comenzó a promover su canción «Adios» el 22 de agosto. Primero realizaron una presentación en el programa musical M! Countdown del canal Mnet, seguido por actuaciones en los programas Music Bank, Show! Music Core e Inkigayo.

## Rendimiento comercial
Hush debutó en el número 5 en la lista Gaon Album Chart. Las canciones «Adios», «Hush» y «You Don't Know Me» debutaron en el número 2, número 8 y número 10 respectivamente en el World Digital Song Sales de Billboard.
El 24 de septiembre de 2019, Everglow ganó su primer premio en un programa de música de Corea del Sur en The Show del canal SBS MTV.

## Lista de canciones
| CD   |                     |                  |                                                          |                          |          |  |
| N.º  | Título              | Letras           | Música                                                   | Arreglos                 | Duración |  |
| 1.   | «Hush»              | Lee Bo-ra, 72    | Melanie Fontana, Lena Leon, Michel “Lindgren” Schulz, 72 | Michel “Lindgren” Schulz | 2:44     |  |
| 2.   | «Adiós»             | Seo Ji-eum, 72   | Olof Lindskog, Hayley Aitken, Gavin Jones, 72            | Ollipop                  | 3:09     |  |
| 3.   | «You Don't Know Me» | Kang Jung-ah, 72 | Olof Lindskog, Ludwig Lindell, Hayley Aitken, 72         | Ollipop, Ludwig Lindell  | 3:09     |  |
| 9:02 |                     |                  |                                                          |                          |          |  |

## Premios y reconocimientos

### Premios en programas de música
| Programa           | Fecha                    | Canción | Ref.   |
| ------------------ | ------------------------ | ------- | ------ |
| The Show (SBS MTV) | 24 de septiembre de 2019 | «Adios» | [ 10 ] |

### Listados
| Publicación | Lista                             | Canción | Ranking | Ref.   |
| ----------- | --------------------------------- | ------- | ------- | ------ |
| BuzzFeed    | 30 best K-pop music video of 2019 | «Adios» | 30.º    | [ 11 ] |
| Buzzfeed    | 30 best K-pop songs of 2019       | «Adios» | 5.º     | [ 12 ] |
| Dazed       | The 20 best K-pop songs of 2019   | «Adios» | 19.º    | [ 13 ] |